# Oxidjon
Oxidjon ({\displaystyle {\ce {O^2-}}}) är en syreatom som tagit upp två elektroner.
Grupp 16 i det periodiska systemet kallas för syregruppen och ämnena i gruppen har sex valenselektroner. En atom i syregruppen behöver ta upp två elektroner för att nå ädelgasstruktur och kan då bilda en tvåvärt negativ jon.